# Viviane Vives
Viviane Vives (* 25. Oktober 1961 in Barcelona, Spanien) ist eine spanische Schauspielerin, Fotografin und Autorin.

## Ausbildung und Schauspieltätigkeit
Viviane Vives studierte an der Universität ihrer Heimatstadt Barcelona Journalismus und Werbung und setzte später ihre Ausbildung mit den Studiengängen Film und Fernsehen an der New Yorker Universität fort.
Mitte der 1980er Jahre begann sie erstmals zu filmen. Viviane Vives trat sowohl in Kino- als auch in Fernsehproduktionen auf; bereits 1986 führte sie ein Engagement nach Chile, wo sie für eine Folge („In letzter Minute“) der deutschen Abenteuer- und Truckerserie Auf Achse vor der Kamera stand. Seit 1989 dreht sie überwiegend englischsprachige Produktionen.
1990 erhielt Viviane Vives in der englischen TV-Serie El C.I.D. erstmals eine durchgängige Rolle und trat wenig später in sechs Folgen der zum Teil in und um Barcelona gedrehten amerikanisch-spanischen Kriminal- und Actionserie Die Verschwörer auf. Daraufhin ließ sich Viviane Vives noch in den frühen 90er Jahren in den USA nieder und wirkte mit Nebenrollen in der einen oder anderen Hollywood-Produktion mit, ohne allzu großen Eindruck zu hinterlassen. In dem mit Al Pacino und Robert De Niro prominent besetzten Thriller Heat war sie nur sekundenkurz zu sehen. Im Laufe der ausgehenden 90er Jahre begann sich Viviane Vives mehr und mehr für andere Arbeitsfelder zu interessieren.

## Weitere Arbeitsfelder und Familiäres
Viviane Vives lebt seit 1997 in Austin und ist mit dem dort ansässigen texanischen Architekten Morris Jerome Neal (* 1960) verheiratet. Gemeinsam führen sie ein eigenes Architekturbüro, M. J. Neal Architects, das zugleich als interdisziplinäre Begegnungsstätte konzipiert ist. Außerdem schreibt sie Artikel für Magazine und betätigt sich als Fotografin mit eigenen Ausstellungen. Darüber hinaus stellt sie eigene Filmdokumentationen auf die Beine, wie etwa im Jahr 2000 „Brayton Field“ für das Cuero Heritage Museum in Texas.
Viviane Vives hat katalanische (Vater) und französische (Mutter) Wurzeln. Sie spricht, neben Katalan, Spanisch und Englisch, auch Französisch und Portugiesisch.

## Filme
als Schauspielerin, wenn nicht anders angegeben
- 1986: Delirios de amor
- 1987: Auf Achse (Folge In letzter Minute)
- 1989: Der Torero (Juncal) (TV-Serie, eine Folge)
- 1989: Feuer im Blut (Hot Blood)
- 1990: Pont de Varsòvia
- 1990: El C.I.D. (TV-Serie)
- 1991: Lo más natural
- 1991: L‘homme de neó
- 1991: Dyningar
- 1992: Scharfe Waffen -- heiße Kurven (Dangerous Curves) (TV-Serie, eine Folge)
- 1993: Der gezähmte Mann (All Tied Up)
- 1992: Geht‘s hier nach Hollywood? (I‘ll Do Anything)
- 1995: Heat
- 1996: Walker, Texas Ranger (TV-Serie, eine Folge)
- 1998: Arlington Road
- 1999: The Outfitters
- 2000: Brayton Field (Regie, Dokumentarfilm)
- 2004: Dear Pillow (auch Produktionsleitung)
- 2007: Everything or Nothing
- 2009: Dream Healing